# Prąd przeciążeniowy
Prąd przeciążeniowy (ang. overload current) – prąd przepływający przez urządzenie lub przewód elektryczny przekraczający odpowiednio prąd znamionowy urządzenia lub obciążalność prądową długotrwałą przewodu przy czym przekroczenia występują w instalacji nieuszkodzonej (podczas przeciążenia).